# 麺や福一
麺や福一（めんやふくいち）は、千葉県成田市のラーメン店。鶏白湯ラーメンの名店として知られる。

## 概要
初代店主の石曽根知宏は元ワインレストランのオーナーシェフ。ラーメン好きが高じ、2001年に実家の旅館「福一」の1階でラーメン店を開業。鶏白湯ラーメンという名称がまだ普及していなかった時代に、鶏ガラと丸鶏を別の寸胴で炊き合わせる鶏ダブルスープを考案した。2005年に旅館併設のレストランを閉店し、ラーメン店を移設した。
2009年8月より、土曜の夜間はセカンドブランド店「鶏の骨」としての営業を始める。鶏白湯のスープは白濁したポタージュのようなスープだが、こちらでは薄茶でシチューのような鶏骨のスープのラーメンを提供している。
2016年から2020年にかけ『TRYラーメン大賞』名店鶏白湯部門の5連覇を達成し、同部門の殿堂入りを果たした。
2020年9月に火災に遭って店を焼失するも、同年12月に再オープン。この再オープンを機に、知宏の長男で中華料理人の禎宏も厨房に立つようになった。